# Arthur von Scala
Arthur von Scala (* 14. Dezember 1845 in Wien; † 26. September 1909 in Lana bei Meran, Südtirol) war ein österreichischer Ingenieur, Nationalökonom und Museumsbeamter.

## Leben
Arthur von Scala war der Sohn eines Beamten im Finanzministerium. Seine Brüder waren der Althistoriker Rudolf von Scala (1860–1919) sowie der Direktor der Betriebsdirektion Villach der k.k. österreichischen Staatsbahnen Theodor von Scala (1847–1896). Er absolvierte in Wien die Realschule und studierte 1862–63 am Polytechnikum und an der Handelsakademie. Danach unternahm er ausgedehnte Reisen in die Industriegebiete Westeuropas, insbesondere Englands, wo er Wirtschaft und Sprachen studierte und dabei den von ihm zeitlebens geschätzten englischen Lebensstil kennenlernte. Im Auftrag des Ministeriums für Handel und Volkswirtschaft war er 1867 Berichterstatter über Textilindustrie auf der Pariser Weltausstellung, danach nahm er als Experte für textile Industrie an der Ersten österreichisch-ungarischen Ostasienexpedition (vollständig k. k. Oesterreichisch-Ungarische Expedition nach Indien, China, Siam und Japan, 1868–1871) teil. Auf der Wiener Weltausstellung 1873 war er Sekretär des Komitees für den Orient und Ostasien. 1875 wurde er Ministerialsekretär des Handelsministeriums und Direktor des neu gegründeten Orientalischen Museums (ab 1886: Handelsmuseum). Nach einem sechsmonatigen Aufenthalt in Indien wurde er 1897 zum Inspektor der kunstgewerblichen Fachschulen und, als Nachfolger von Bruno Bucher (1826–1899), zum Direktor des k.k. Österreichischen Museums für Kunst und Industrie ernannt. 1906 konnte er noch den Baubeginn des neuen Museumstraktes durchsetzen, ehe er krankheitsbedingt die Amtsgeschäfte immer mehr aus den Händen gab. Er trat 1909 als Hofrat in den Ruhestand und zog sich nach Südtirol zurück, wo er wenig später starb. Scala war Träger mehrerer hoher Auszeichnungen: 1871 Ritterkreuz, 1907 Komturkreuz mit dem Stern des Franz-Joseph-Ordens, 1901 Leopold-Orden.
Arthur von Scala wurde am 28. September 1909 auf dem Friedhof von Untermais bei Meran beigesetzt.

## Wirken
In Scalas Wirken verband sich die vom Vater ererbte Sammlerleidenschaft auf kunsthandwerklichem Gebiet mit wirtschaftlichen Ambitionen, Interesse für die Orientforschung und glühender Begeisterung für den zeitgenössischen englischen Lebensstil, insbesondere die Arts and Crafts-Bewegung. Als Gründungsdirektor richtete er das Orientalische Museum kunstgewerblich aus, begründete die Asiensammlung (die 1908 dem Österreichischen Museum für Kunst und Industrie eingegliedert wurde), initiierte einschlägige Ausstellungen und wissenschaftliche Publikationen und zeigte erstmals moderne englische Möbel in Wien.
Als Leiter des Österreichischen Museums für Kunst und Industrie setzte er die anglophile Richtung fort, brach mit den herrschenden Traditionen des Historismus und reformierte gegen den heftigen Widerstand etablierter Kräfte das heimische Kunstgewerbe nach englischem Vorbild, wobei er die Unterstützung staatlicher Instanzen genoss, so dass seine Reformen halboffiziellen Charakter bekamen. Zur praktischen Belebung des Kunsthandwerks organisierte er eine Reihe historischer Ausstellungen mit begleitenden Publikationen, darunter 1899, 1902 und 1905 Japanische Farbenholzschnitte, 1903 Bucheinbände, 1904 Alt-Wiener Porzellan, 1905 Österreichische Volkskunst, 1906 Spitzen und Porträts, 1907 Metallarbeiten.
Indem er Künstler wie Otto Wagner, Felician von Myrbach, Kolo Moser, Arthur Strasser, Josef Hoffmann, Alfred Roller und andere zur Mitarbeit am Museum und an der angeschlossenen Kunstgewerbeschule (heute Universität für angewandte Kunst, Wien) heranzog, wurde Scala zu einem Wegbereiter des Jugendstils in Wien. Sein methodisches Prinzip, am getreuen Kopieren englischen Mobiliars festzuhalten, entfremdete ihn aber allmählich auch der Wiener Secession und der Wiener Werkstätte, wo man nach den anfänglichen internationalen Impulsen um die Schaffung eines eigenständigen Formenvokabulars bemüht war.

## Schriften
- Julius Böhm, — (Red. 1875–1885): Österreichische Monatsschrift für den Orient. Österreichische Orient- und Überseegesellschaft, Wien 1875–1918, ZDB-ID 520152-4 (Online bei ANNO).
- Neue volkswirthschaftliche Studien über Constantinopel und das anliegende Gebiet, 1882
- Orientalische Keramik, 1884
- Orientalische Teppiche, 1891; 1908
- Sammlung von Abbildungen türkischer, arabischer, persischer und indischer Metallobjecte, 1895
- — (Red., Hrsg.): Kunst und Kunsthandwerk. Monatsschrift des k. k. österreichischen Museums für Kunst und Industrie. Artaria, Wien 1898–1924, ZDB-ID 2712774-6 (hauspublikationen.mak.at auf MAK – Österreichisches Museum für angewandte Kunst).
- Ausstellung k.k. kunstgewerblicher Lehranstalten auf der Weltausstellung St. Louis, 1904